# Nam Dương (vùng địa lý)
Nam Dương đối với người Việt là phần Đông Nam Á hải đảo gồm Singapore, Malaysia, Indonesia và Đông Timo
Đối với Trung Hoa thì (tiếng Trung: 南洋; bính âm: nányáng) là tên chung của cả vùng Đông Nam Á gồm các nước Việt Nam, Singapore, Philippines, Malaysia, Thái Lan và Indonesia. Tiếng Hoa còn dùng danh từ "Tây Dương" để chỉ các nước Âu châu, "Đông Dương" chỉ Nhật Bản và "Bắc Dương" chỉ nước Nga.